# 利亚德河

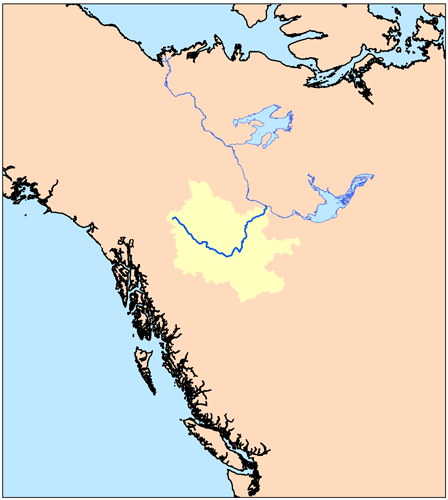

利亚德河（Liard River），是加拿大西北部的一条河流，发源于佩利山脉，流经育空领地、不列颠哥伦比亚省、西北领地。该河在辛普森堡附近注入马更些河。河流总长度1,115 km (693 mi)。

## 沿岸居民点
- 辛普森堡
- 利亚德堡
- 利亚德河
- 下站
- 瓦森湖
- 上利亚德